# 유엔 안전 보장 이사회 결의 제2093호

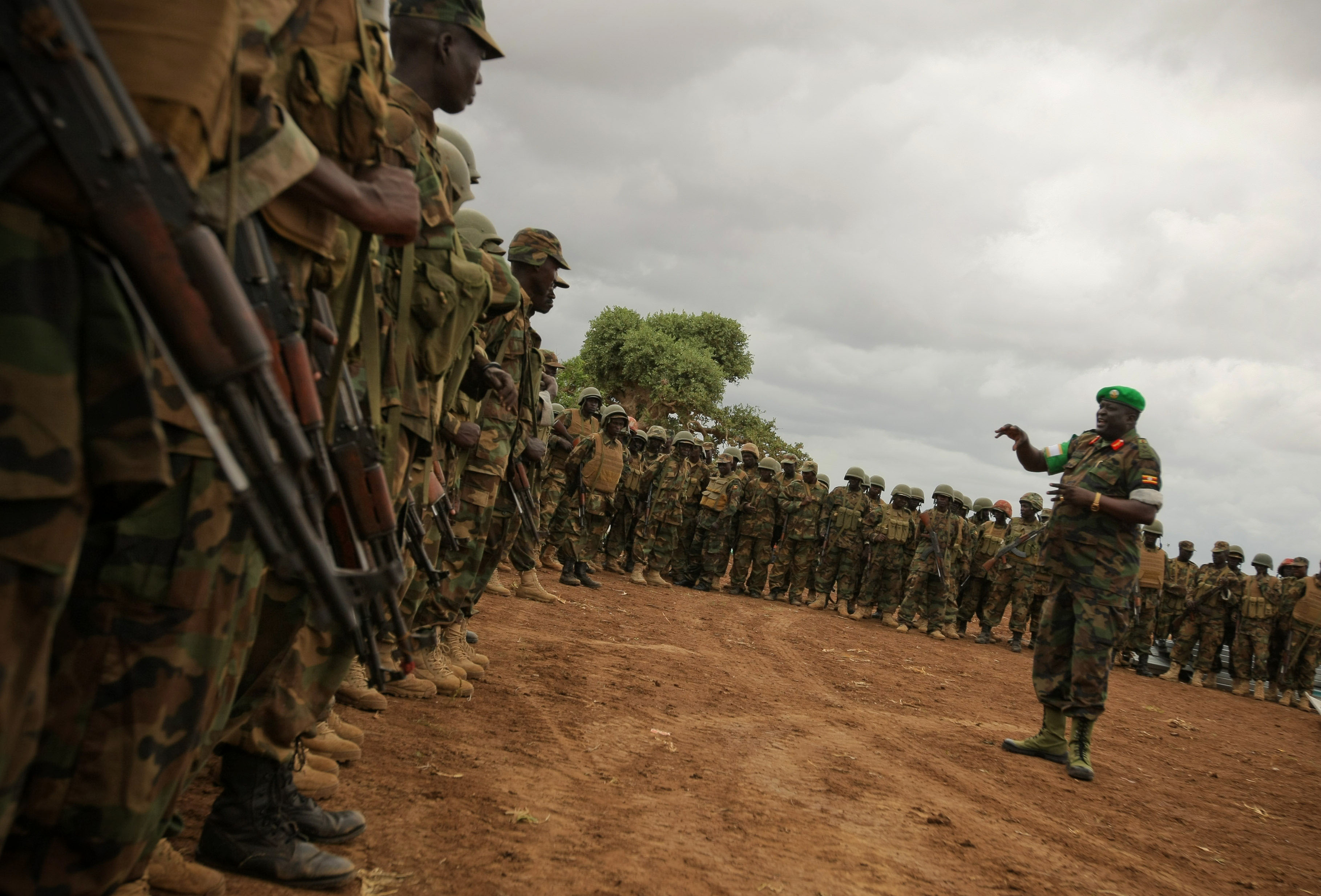

유엔 안전 보장 이사회 결의 제2094호는 2013년 3월 6일, 15개국 만장일치로 채택되었다.
안건은 "소말리아의 상황"에 대한 것이며, 아프리카 동맹의 소말리아 임무(AMISOM)의 활동 기한을 1년 더 연장하였다.